# Emile Vandenbosch
Emile Vandenbosch, auch Miel Van Den Bosch (* vor 1924 in Antwerpen; † nach 1963) war ein belgischer Radrennfahrer und Schrittmacher.
1924 wurde Emile Vandenbosch Dritter der belgischen Meisterschaft der Profi-Steher. In späteren Jahren arbeitete er als Trainer und Schrittmacher. 1956 war er der Schrittmacher von Heinz Jakobi, als dieser deutscher Meister wurde. 1957 führte er seinen Landsmann Paul Depaepe und 1963 einen weiteren Belgier, Leo Proost, zum WM-Titel der Profi-Steher. 